# Pere Pinyol
Pere Pinyol (Barcelona, 1952-Madrid, 5 de noviembre de 2013) fue un actor y gestor cultural español. Desde 2009 y hasta 2013 fue el director artístico del Teatro Circo Price de Madrid.

## Trayectoria
Pinyol se crio en el barrio La Torrassa de Hospitalet de Llobregat. Comenzó en el mundo de las artes escénicas como actor. En 1978 se incorporó como actor y gerente a la compañía de teatro GAT (Grup d’Acció Teatral), con sede en Hospitalet. Se licenció en Historia del Arte por la Universidad de Barcelona. Siguió vinculado a Hospitalet durante los años ochenta como promotor cultural en el Ayuntamiento de Hospitalet de Llobregat y fue el primer director del Aula de Cultura de Sant Josep, así como coordinador del ciclo de programación de verano l’Estiu a ciutat.
La crisis económica en España a principios de los noventa le llevó a residir en Buenos Aires, donde trabajó como productor para artistas como Cecilia Rossetto.
A su regreso, en España, afrontó durante los años dos mil la dirección de proyectos culturales de gran formato. Dirigió el Fórum Universal de las Culturas de Barcelona en 2004. En esos años colaboró con la empresa de espectáculos barcelonesa Focus, con quienes puso en marcha distintos proyectos: en 2005, asumió la dirección del Teatre Musical de Barcelona, y en 2006 y hasta 2008, dirigió Focus Madrid. En esta etapa uno de sus proyectos más destacados como director artístico y productor fue 6Goyas6, para el bicentenario del inicio de la Guerra de la Independencia española, en un gran despliegue de espectáculos en el centro de Madrid con compañías como La Fura dels Baus, Sol Picó y una actuación ecuestre, entre otros.
Fue codirector del acto de inauguración de la Exposición Especializada de Zaragoza en 2008, y coordinador general de las galas de los Premios Max entre 2006 y 2010, así como director del cabaret Pasión Española para el Pabellón de España en la Exposición Universal de Shanghai 2010.
Desde 2009, sucediendo a Joan Montanyès, y hasta su fallecimiento en 2013, Pinyol dirigió el Teatro Circo Price de Madrid, dedicando las líneas de programación a la convivencia entre compañías de circo internacionales, conciertos, espectáculos de magia y producciones interdisciplinares. En 2012, Televisión Española le dedicó un capítulo del programa Los oficios de la cultura, en el que figuras relevantes de la cultura muestran el día a día de su oficio acompañados por un joven aprendiz. En el capítulo, Pinyol recorre acompañado por María Folguera, trabajadora del Price y posterior directora artística, el propio Price y otros espacios de circo del país como el Centro de las Artes del Circo Rogelio Rivel y La Central del Circ de Barcelona; también aparecen artistas de circo como Leandro Mendoza y Donald B. Lehn y las compañías de circo Romanés y Circa Contemporary Circus.
Participó como jurado del Premio Nacional de Circo de España, en ediciones como la de 2012, en la que fue galardonada la Feria de circo de Trapezi. También formó parte del equipo multidisciplinar que diseñó el Plan General de Circo de España, iniciativa impulsada por el Ministerio de Cultura.
Pinyol falleció en Madrid el 5 de noviembre de 2013 debido a un cáncer que llevaba padeciendo desde cinco años atrás. Distintas personalidades públicas expresaron sus condolencias: Ferrán Mascarell, consejero de cultura de la Generalidad de Cataluña, destacó a Pinyol como "un ejemplo de creatividad y entusiasmo infatigable en el ámbito de las artes escénicas"; y la periodista Pilar Caballero le dedicó un artículo en el diario El País resaltando su optimismo y vitalidad.

## Reconocimientos
En 2013, Pinyol recibió el Homenaje del Festival Internacional de Teatro y Artes de Calle (TAC) de Valladolid en reconocimiento a su trayectoria y aportación al mundo del circo.
Tras su fallecimiento, se realizó un homenaje en Hospitalet de Llobregat con participación de artistas como Sol Picó, Alba Sarraute o Alfonso de Vilallonga. En 2015, en el Cirque Théâtre Jules Verne de Amiens se homenajeó su figura en el espectáculo Circo Interior Bruto, una selección de artistas españoles de circo dirigida por Elena Ros y Rolando San Martín.